# Talladega Superspeedway

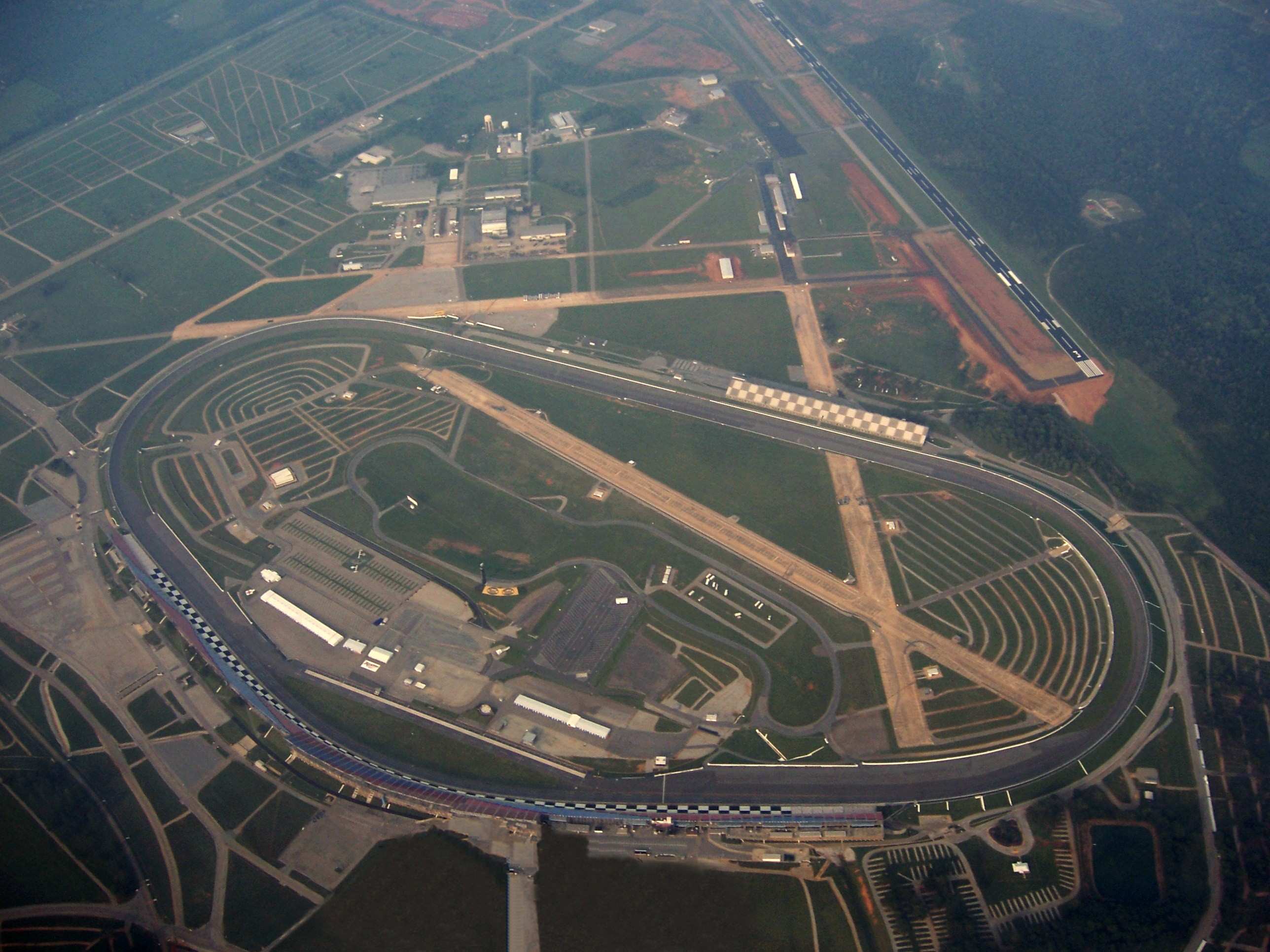
Luchtfoto van het circuit

De Talladega Superspeedway is een ovaal circuit in Talladega County in de Amerikaanse staat Alabama. Het circuit is 2,66 mijl (4,28 km) lang en werd voor het eerst gebruikt in 1969. Het circuit moet niet verward worden met de Talladega Gran Prix Raceway.

## Geschiedenis
In 1969 werd de eerste race gereden op het circuit uit de NASCAR Sprint Cup, de hoogste klasse uit de NASCAR. Vanaf 1970 worden er op het circuit twee races per jaar gereden. Dale Earnhardt is recordhouder op het circuit met tien overwinningen. Zijn zoon Dale Earnhardt jr. won vijf keer op het circuit en won als eerste rijder vier keer op rij.
De naam van de Sprint Cup race in het voorjaar is vanaf 2002 "Aaron's 499", de race die in het najaar gehouden wordt heeft vanaf 2008 "AMP Energy 500". Voormalige namen zijn onder meer de "Alabama 500", de "Winston 500" en de "Talladega 500".
Omdat snelheden op dit circuit potentieel hoog kunnen zijn, worden de wagens uitgerust met een luchtbegrenzer om het vermogen van de motor te begrenzen. Dit systeem wordt eveneens toegepast tijdens de Daytona 500 en de Coke Zero 400, beide races die gehouden worden op de Daytona International Speedway.
Andere raceklassen die het circuit op de kalender hebben staan zijn onder meer de NASCAR Nationwide Series, de Camping World Truck Series en de ARCA RE/MAX Series.

## Winnaars op het circuit in de Sprint Cup series

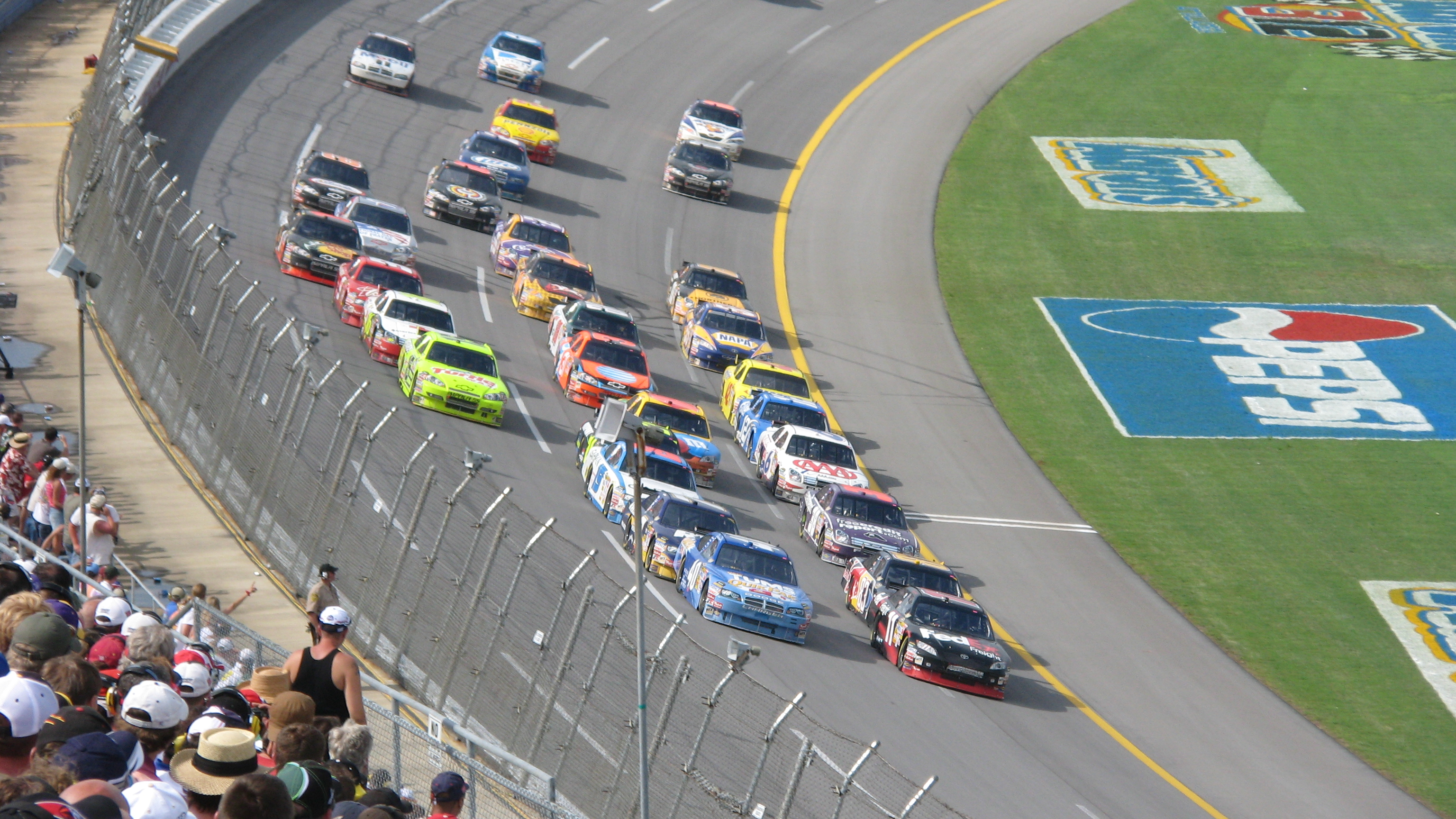
NASCAR-race in 2008

| Jaar | 1e Race (voorjaar) | 2e Race (najaar)   |
| ---- | ------------------ | ------------------ |
| 1969 | -                  | Richard Brickhouse |
| 1970 | Pete Hamilton      | Pete Hamilton      |
| 1971 | Donnie Allison     | Bobby Allison      |
| 1972 | David Pearson      | James Hylton       |
| 1973 | David Pearson      | Dick Brooks        |
| 1974 | David Pearson      | Richard Petty      |
| 1975 | Buddy Baker        | Buddy Baker        |
| 1976 | Buddy Baker        | Dave Marcis        |
| 1977 | Darrell Waltrip    | Donnie Allison     |
| 1978 | Cale Yarborough    | Lennie Pond        |
| 1979 | Bobby Allison      | Darrell Waltrip    |
| 1980 | Buddy Baker        | Neil Bonnett       |
| 1981 | Bobby Allison      | Ron Bouchard       |
| 1982 | Darrell Waltrip    | Darrell Waltrip    |
| 1983 | Richard Petty      | Dale Earnhardt     |
| 1984 | Cale Yarborough    | Dale Earnhardt     |
| 1985 | Bill Elliott       | Cale Yarborough    |
| 1986 | Bobby Allison      | Bobby Hillin Jr.   |
| 1987 | Davey Allison      | Bill Elliott       |
| 1988 | Phil Parsons       | Ken Schrader       |
| 1989 | Davey Allison      | Terry Labonte      |
| 1990 | Dale Earnhardt     | Dale Earnhardt     |
| 1991 | Harry Gant         | Dale Earnhardt     |
| 1992 | Davey Allison      | Ernie Irvan        |
| 1993 | Ernie Irvan        | Dale Earnhardt     |
| 1994 | Dale Earnhardt     | Jimmy Spencer      |
| 1995 | Mark Martin        | Sterling Marlin    |
| 1996 | Sterling Marlin    | Jeff Gordon        |
| 1997 | Mark Martin        | Terry Labonte      |
| 1998 | Bobby Labonte      | Dale Jarrett       |
| 1999 | Dale Earnhardt     | Dale Earnhardt     |
| 2000 | Jeff Gordon        | Dale Earnhardt     |
| 2001 | Bobby Hamilton     | Dale Earnhardt jr. |
| 2002 | Dale Earnhardt jr. | Dale Earnhardt jr. |
| 2003 | Dale Earnhardt jr. | Michael Waltrip    |
| 2004 | Jeff Gordon        | Dale Earnhardt jr. |
| 2005 | Jeff Gordon        | Dale Jarrett       |
| 2006 | Jimmie Johnson     | Brian Vickers      |
| 2007 | Jeff Gordon        | Jeff Gordon        |
| 2008 | Kyle Busch         | Tony Stewart       |
| 2009 | Brad Keselowski    | Jamie McMurray     |
| 2010 | Kevin Harvick      | Clint Bowyer       |
| 2011 | Jimmie Johnson     | Clint Bowyer       |

## Trivia
- Het circuit is te zien in de komische film Talladega Nights: The Ballad of Ricky Bobby uit 2006.